# Hans Filbinger

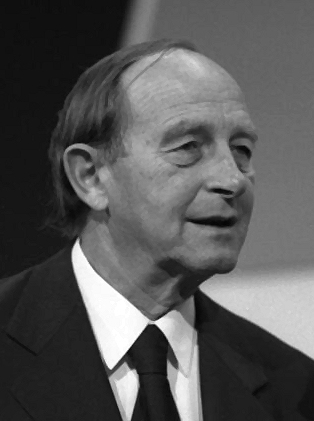
Hans Filbinger auf dem CDU-Bundesparteitag in Ludwigshafen (1978)

Hans Karl Filbinger (* 15. September 1913 in Mannheim; † 1. April 2007 in Freiburg im Breisgau) war ein deutscher Politiker (CDU). Von 1966 bis 1978 war er Ministerpräsident Baden-Württembergs, von 1971 bis 1979 zudem Landesvorsitzender, von 1973 bis 1979 auch einer der stellvertretenden Bundesvorsitzenden der CDU. Als Ministerpräsident erreichte der katholische Jurist die Abschaffung der Konfessionsschule, eine umfassende Verwaltungsreform und absolute CDU-Mehrheiten in seinem Bundesland.
Im Jahre 1978 wurden infolge seiner Unterlassungsklage gegen den Dramatiker Rolf Hochhuth schrittweise vier Todesurteile bekannt, die Filbinger, damals NSDAP-Mitglied, als Marinerichter 1943 und 1945 beantragt oder gefällt hatte. Durch seine Reaktionen auf die Entdeckungen verlor Filbinger den Rückhalt der Öffentlichkeit und seiner Partei und trat schließlich am 7. August 1978 als Ministerpräsident zurück. 1979 gründete er das der Neuen Rechten zugeordnete Studienzentrum Weikersheim, dem er bis 1997 vorstand. Bis zu seinem Tode bemühte er sich um seine Rehabilitierung.

## Elternhaus und Jugend
Hans Filbinger wurde als Sohn des Bankangestellten Johannes Filbinger und dessen Frau Luise, geb. Schnurr, in Mannheim geboren. Sein Vater stammte aus dem oberpfälzischen Kemnath und arbeitete bei der Rheinischen Kreditbank in Mannheim; seine Mutter kam aus dem badischen Sasbach. Als der Vater in den Ersten Weltkrieg eingezogen wurde, zog die Familie auf den großelterlichen Hof nach Sasbach. Dort verlebte Hans Filbinger die Vorschulzeit. 1918 starb die Mutter. Die Gemeinde Sasbach, die Filbinger als seine eigentliche Heimat ansah, ernannte ihn 1968 zum Ehrenbürger.
Ab 1924 besuchte Filbinger das Badische Realgymnasium I in Mannheim. Durch das Elternhaus stark katholisch geprägt, trat er 1928 als Schüler dem katholischen Bund Neudeutschland (ND) bei. Dort stieg er bis zum Leiter des Mannheimer Gaus „Langemarck“ im Bezirk Nordbaden des ND auf. An Ostern 1933 machte er in Mannheim sein Abitur.

## Zeit des Nationalsozialismus

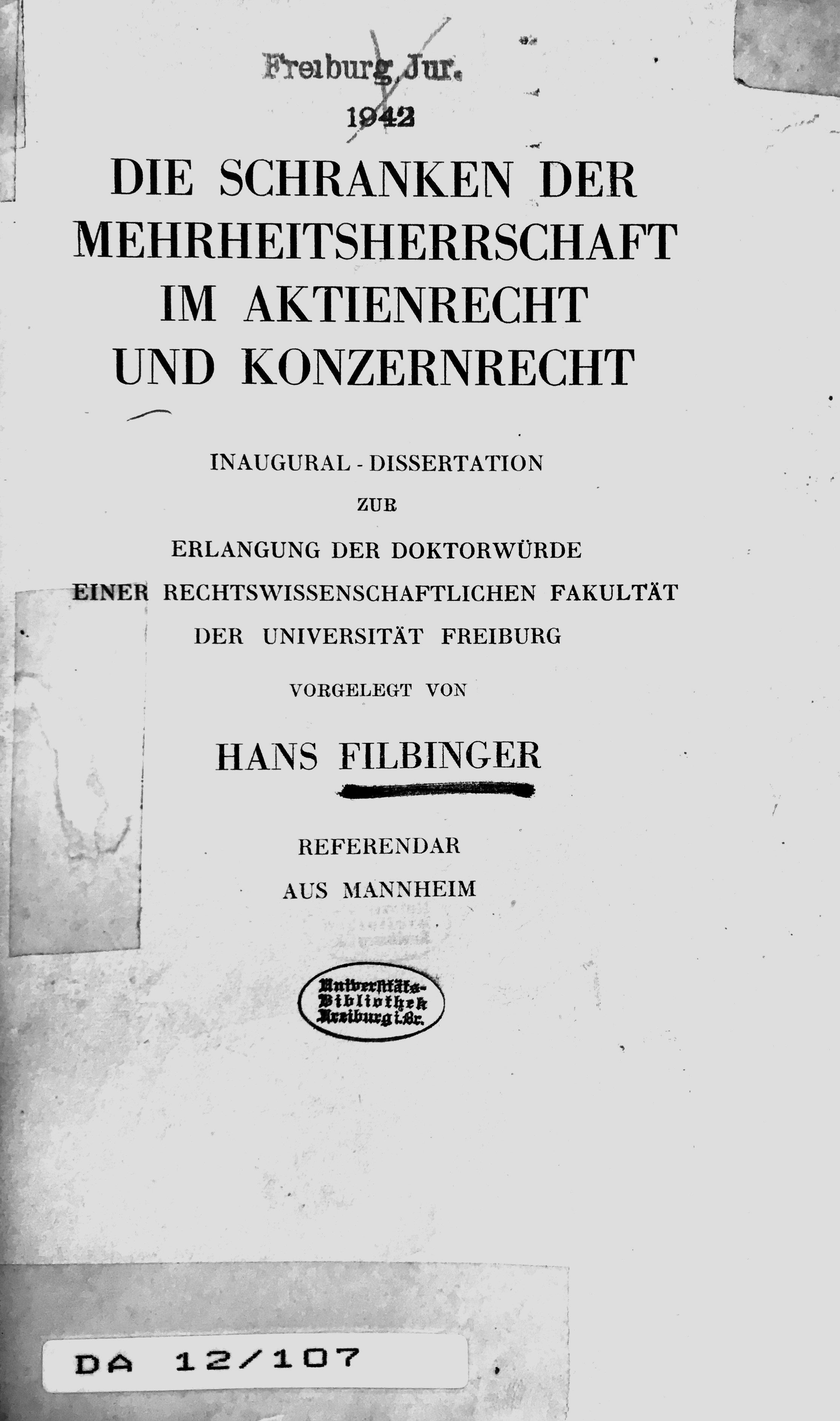
Deckblatt der Freiburger Dissertation von 1939

Nach der Machtergreifung der Nationalsozialisten forderte Filbinger in einem „Gaubrief“ im April 1933 seine Bundesbrüder auf, weiterhin Charakterfestigkeit gegenüber „widerchristlichen und volksfremden Kräften“ zu zeigen und den „Dienst am Vaterland“ aus und nach ihrem Gewissen zu üben. Zugleich warnte er vor unkluger, unnötiger und voreiliger Kritik, insbesondere gegenüber der neuen Obrigkeit, selbst wenn diese den Bund verkennen sollte.
Im Sommersemester 1933 begann Filbinger Rechtswissenschaft und Volkswirtschaft an der Albert-Ludwigs-Universität Freiburg zu studieren, unterbrochen 1934/35 von zwei Semestern an der Ludwig-Maximilians-Universität München. Die Studienstiftung des deutschen Volkes wählte ihn laut der schriftlichen Aussage seines Freundes Max Müller, damals Leiter der Ortsgruppe der Studienstiftung in Freiburg, nicht als Stipendiaten aus, weil er „einen ausgesprochen religiösen und konfessionellen Weltanschauungshorizont“ gehabt habe.
1937 legte er die erste juristische Staatsprüfung vor dem Oberlandesgericht Karlsruhe ab, begann sein Referendariat und wurde im Juli 1939 mit der Note magna cum laude bei Hans Großmann-Doerth in Freiburg über das Thema Die Schranken der Mehrheitsherrschaft im Aktien- und Konzernrecht promoviert (Zweitgutachter war Franz Beyerle). Danach wurde er zuerst Assistent, dann Lehrbeauftragter an der Juristischen Fakultät der Universität Freiburg. 1940 legte er die zweite juristische Staatsprüfung ab.
Filbinger war von 1933 bis 1936 Mitglied des Nationalsozialistischen Deutschen Studentenbundes (NSDStB) und des Wehrsportverbands der Freiburger Universität, der 1934 in die SA überführt wurde. Dort zahlte er bis 1937 seine Beiträge, ließ sich aber von aktiven Diensten freistellen. Er stellte, neueren Aktenfunden zufolge, kurz nach der Machtergreifung Hitlers im Sommer 1933 einen Aufnahmeantrag in die NSDAP. Dieser wurde wegen eines Aufnahmestopps nicht bewilligt. Nach der Lockerung der Aufnahmesperre für Neumitglieder trat er zum 1. Mai 1937 der NSDAP bei (Mitgliedsnummer 4.026.789). 1937 bis 1945 war er zudem im NS-Rechtswahrerbund. In allen Mitgliedschaften blieb er ohne Rang und Funktion. Er gehörte auch zum Freiburger Kreis um Karl Färber.
1946 erklärte Filbinger in seinem Entnazifizierungsverfahren diese Mitgliedschaften damit, dass er mangels finanzieller Unterstützung seiner Eltern auf Stipendien angewiesen gewesen sei, die nur als „politisch zuverlässig“ geltende Juristen erhalten hätten. In der Revisionsbegründung seines Entnazifizierungsverfahrens im Februar und April 1949 sagte er, er habe keinen Mitgliedsausweis erhalten und die Mitgliedsbeiträge nur bis Anfang 1939 bezahlt. Nach Auskunft des Bundesarchivs war sein Aufnahmeantrag der Ortsgruppe Unterwiehre in Baden vom 20. Mai 1937 datiert. Auf der Mitgliedskarte ist vermerkt, dass Filbinger zwischenzeitlich nach Paris verzogen war. Tatsächlich war Filbinger 1938/39 in Paris, wobei ihm das badische Justizministerium die Annahme einer Stelle bei der Chambre de Commerce Allemande (übersetzt „Deutsche Handelskammer“) untersagte.
1940 meldete sich Filbinger freiwillig zur Kriegsmarine und wurde zum 30. August 1940 einberufen. Er schloss einen Offizierlehrgang ab und wurde 1943 Oberfähnrich zur See. Am 21. März 1943 wurde er für seine künftige Tätigkeit als Marinerichter vom Dienst freigestellt. Ab April 1943 war er „Marinehilfskriegsgerichtsrat“, zunächst am Gericht des Befehlshabers der Sicherung der Nordsee, Zweigstelle Cuxhaven. Von Mai bis August 1943 diente er am Gericht des Küstenbefehlshabers Deutsche Bucht und des II. Admirals der Ostseestation, Zweigstelle Westerland. Von August 1943 bis November 1944 diente er beim Gericht des Admirals der norwegischen Polarküste, Zweigstelle Kirkenes; in den davon erhaltenen Gerichtsakten fehlt sein Name. Nach eigener Angabe verließ er dieses Gericht am 25. Oktober 1944, da die deutsche Front nach der Räumung Finnlands zurückverlegt worden sei. Im November und Dezember 1944 war er in Tromsø am Gericht des Admirals der norwegischen Polarküste, ab Januar 1945 bis Kriegsende beim Gericht des Kommandanten der Seeverteidigung Oslofjord in Oslo tätig. Dort geriet er bei Kriegsende in britische Kriegsgefangenschaft. Die Briten setzten ihn bis Februar 1946 an seinem bisherigen Gericht weiter ein, da sie die deutsche Militärgerichtsbarkeit für die deutschen Kriegsgefangenen weitgehend bestehen ließen.
Filbinger war nach den erhaltenen Strafverfahrenslisten an mindestens 234 Marinestrafverfahren beteiligt, 169-mal als Vorsitzender Richter, 63-mal als Ankläger. In vier Fällen ging es um Todesstrafen, die Filbinger je zweimal beantragt bzw. gefällt hatte. Diese Fälle wurden 1978 aufgedeckt und im Zuge der Filbinger-Affäre öffentlich diskutiert.

## Aufstieg in der Landes-CDU
Nach seiner Entlassung aus der Kriegsgefangenschaft war Filbinger zunächst als Rechtsanwalt in Freiburg tätig. 1950 heiratete er Ingeborg Breuer (1921–2008). Aus dieser Ehe gingen vier Töchter und ein Sohn hervor. Sein Sohn Matthias Filbinger ist Unternehmensberater in Stuttgart und Mitglied der Partei Bündnis 90/Die Grünen. Seine Tochter Susanna Filbinger-Riggert (1951–2023) veröffentlichte 2013 das Buch Kein weißes Blatt: Eine Vater-Tochter-Biografie, in dem auch ihre Rolle als enge Vertraute des Vaters thematisiert wird.
1951 trat Filbinger in die CDU ein. 1953 wurde er Stadtrat in Freiburg. Im Juni 1958 berief ihn Ministerpräsident Gebhard Müller erstmals zum Mitglied der Landesregierung. Im Amt des Staatsrates, das er bis Juni 1960 innehatte, sollte er vor allem die Interessen Südbadens wahrnehmen. 1960 wurde er für den Wahlkreis Freiburg-Stadt in den Landtag von Baden-Württemberg gewählt und im Kabinett Kiesinger II Innenminister seines Bundeslandes. Er gehörte dem Landtag bis 1980 an, ab 1976 für den Wahlkreis Freiburg I. 1966 wurde er Vorsitzender des CDU-Landesverbands Südbaden (Badische Christlich-Soziale Volkspartei).

## Ministerpräsident

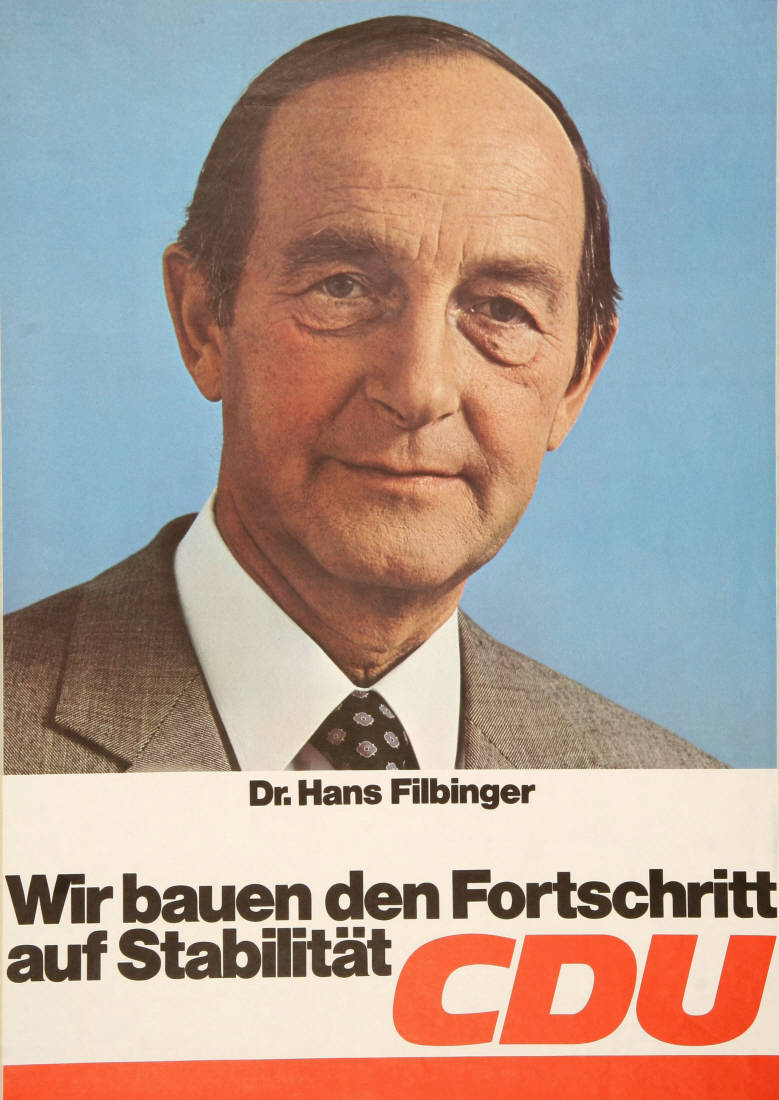
Wahlplakat Filbinger von 1972

Als Kurt Georg Kiesinger Bundeskanzler geworden war, wurde Filbinger am 5. Dezember 1966 zum neuen Vorsitzenden der CDU-Landtagsfraktion gewählt. Sein unterlegener Gegenkandidat war der damalige Kultusminister Wilhelm Hahn. Am 16. Dezember 1966 wurde Filbinger zum Ministerpräsidenten Baden-Württembergs gewählt. Die FDP Baden-Württembergs strebte damals eine sozialliberale Koalition an, doch Filbinger kam ihr zuvor und bildete eine Große Koalition mit der SPD nach Bonner Muster (Kabinett Filbinger I). Von 1971 bis 1974 war er zudem Bevollmächtigter der Bundesrepublik Deutschland für kulturelle Angelegenheiten im Rahmen des Vertrags über die deutsch-französische Zusammenarbeit.

### Schul- und Bildungspolitik
Bei den Koalitionsverhandlungen hatte die SPD die Abschaffung der im Regierungsbezirk Südwürttemberg-Hohenzollern noch bestehenden, in der Landesverfassung seit dem Reichskonkordat 1933 garantierten Konfessionsschulen und der konfessionellen Lehrerbildung an Pädagogischen Hochschulen verlangt, um so auch eine Bildungsreform zu erleichtern. Filbinger setzte diese Schritte nach jahrelangen Konflikten mit Bistümern und Elternvertretern seines Landes durch, indem er die Gründung privater christlicher Gemeinschaftsschulen erleichterte und deren großzügige Förderung zusagte.
Er war Gegner der Gesamtschule und förderte stattdessen den Ausbau von Hauptschulen, Realschulen und Gymnasien. Er ließ selbstständige Pädagogische Hochschulen, Berufsakademien und Fachhochschulen zu.
Kritiker warfen Filbinger vor, er habe die renommierte Hochschule für Gestaltung Ulm aus politischem Kalkül schließen lassen. 1967 entfielen die Bundeszuschüsse für die Hochschule. Im Februar 1968 löste sich die Geschwister-Scholl-Stiftung selbst auf und sprach sich für den Anschluss der Hochschule an die 1960 gegründete Ulmer Ingenieurschule aus. Daraufhin beschloss das Kabinett die Vereinigung der beiden Bildungseinrichtungen. Den entsprechenden Antrag lehnte der Landtag ab, machte aber die weitere finanzielle Unterstützung von einer Neuordnung der Verhältnisse in Ulm bis zum 1. Dezember 1968 abhängig. Da nach Meinung der Mehrheit des Landtags keine Neuordnung erfolgt war, wurde in der Sitzung vom 5. Dezember 1968 auf erneuten Antrag des Kabinetts die Förderung eingestellt, was noch 1968 zur Schließung führte. Filbinger hatte dies mit den Worten gefordert: „Wir wollen etwas Neues machen, und dazu bedarf es der Liquidation des Alten!“
Um den verbliebenen Studenten einen Studienabschluss zu ermöglichen, wurde eigens das Institut für Umweltplanung Ulm der Universität Stuttgart gegründet. In Ulm war bereits im Februar 1967 die Medizinisch-Naturwissenschaftliche Hochschule Ulm gegründet und am 4. Juli 1967 in Universität Ulm umbenannt worden. Die Ingenieurschule Ulm wurde 1971 als Fachhochschule eingestuft.

### Verwaltungsreformen
Nach der Landtagswahl von 1968 setzte Filbinger die Koalition mit der SPD fort (Kabinett Filbinger II). Er trat für die vollendete Integration Badens und der ehemals Hohenzollernschen Lande in das 1952 neu gebildete Bundesland Baden-Württemberg ein. 1970 bestätigte eine vom Bundesverfassungsgericht schon 1956 angeordnete Volksabstimmung diese Integration. 1971 konnte Filbinger die vier bis dahin selbständigen Landesverbände der CDU zum neuen Landesverband Baden-Württemberg vereinigen. Danach wählte die vereinte Landes-CDU ihn am 15. und 16. Januar 1971 zu ihrem Vorsitzenden. Sie war mit damals 45.000 Mitgliedern der drittstärkste CDU-Landesverband.
Filbingers Regierung vollzog unter Innenminister Walter Krause von 1971 bis 1975 zwei Verwaltungsreformen. Mit der Gebietsreform in Baden-Württemberg wurde die Zahl der selbständigen Gemeinden um zwei Drittel auf 1111, der Landkreise von 63 auf 35 und neun Stadtkreise in zwölf Regionalverbänden verringert. Einige neue Kreise überschritten Grenzen früherer Landesteile, was die Zustimmung zu Filbingers Regierung nach anfänglichen erheblichen Protesten später stärkte.
Mit der Kreisreform Baden-Württemberg 1973 wurden die Landkreise neu gegliedert. Unter Filbingers Führung geplante Zusammenschlüsse von Landesbanken, Rundfunksendern und Energieversorgern kamen wegen lokaler Widerstände erst später zustande. Die Umgestaltung des Badenwerks blieb unvollendet.

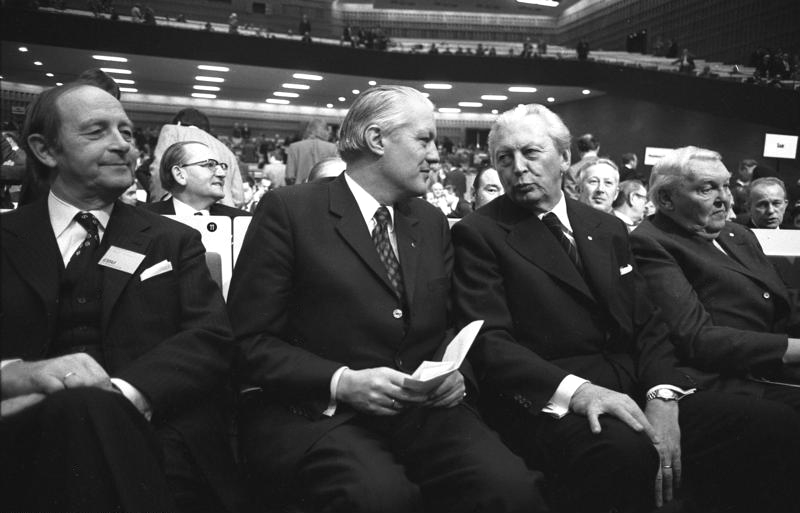
Hans Filbinger (links) 1973 mit Gerhard Stoltenberg, Kurt Georg Kiesinger und Ludwig Erhard in Hamburg auf dem CDU-Bundesparteitag

### Bundespolitische Positionen
In der Bundes-CDU vertrat Filbinger als einer der stellvertretenden Bundesvorsitzenden mit Alfred Dregger den rechten Parteiflügel. Er ließ in Baden-Württemberg eine verschärfte Variante des 1972 bundesweit eingeführten Radikalenerlasses anwenden: Dort wurden alle Bewerber für den Öffentlichen Dienst – jährlich etwa 10.000 – überprüft und alle Angehörigen als links- oder rechtsextrem eingestufter Parteien und Gruppen vom Beamtendienst ausgeschlossen. Dies versuchte er über den Bundesrat als Bundesgesetz durchzusetzen.
Als Gegner der Ostpolitik unter Bundeskanzler Willy Brandt lehnte er den Grundlagenvertrag mit der DDR und die Abkommen zur Anerkennung der Oder-Neiße-Grenze mit Polen ab. Bei der Landtagswahl am 23. April 1972 führte er einen Wahlkampf gegen die Ostverträge der SPD-geführten Bundesregierung. Die CDU errang mit 52,9 Prozent der Wählerstimmen erstmals eine absolute Mehrheit (Kabinett Filbinger III). Dies wird mit auf die sozialliberale Koalition in Bonn zurückgeführt: Diese bewirkte Verluste der Landes-FDP an die Landes-CDU. Auch die NPD, die 1968 noch mit 9,8 Prozent der Wählerstimmen vom Protest gegen die Große Koalition profitiert hatte, verlor an die CDU, zumal sie diesmal keine eigenen Kandidaten aufgestellt hatte.
Über den Bundesrat setzte er seinen Kampf gegen Reformvorschläge zum § 218 fort, die eine Fristenlösung enthielten. Entsprechende Gesetzesentwürfe der Bundestagsmehrheit verhinderte die Mehrheit der CDU-CSU-geführten Länder. Im Juni 1975 kündigte Filbinger einen Gesetzesentwurf seiner Landesregierung zum § 218 an, der eine Notlagenindikation des Arztes anerkannte, um von Schwangeren eine absehbare unzumutbare Belastung abzuwenden. Diesen Entwurf wollte er über den Bundesrat in den Bundestag einbringen, falls sich die CDU-Fraktion nicht auf einen ähnlichen Entwurf würde einigen können. Nach Kritik aus der eigenen Partei und den Kirchen zog er das Vorhaben im August 1975 vor den damals anstehenden Landtagswahlen zurück.
Vom 1. November 1973 bis zum 31. Oktober 1974 war Filbinger Bundesratspräsident.
1974 wurde Filbinger neben Richard von Weizsäcker und 1979 neben Karl Carstens als möglicher Kandidat der CDU/CSU für die folgende Wahl des Bundespräsidenten genannt.

### Kernkraftwerk Wyhl
Um 1975 plante Filbingers Regierung, zu den bestehenden weitere 13 Kernkraftwerke zu bauen, davon fünf im Rheintal zwischen Mannheim und Basel. Frankreich wollte auf der linken Seite des Oberrheins weitere sechs Kernkraftwerke bauen. Diese Kraftwerke sollten die Vorstufe sein für eine Industrieachse Karlsruhe-Basel. Aus dem Widerstand gegen diese Pläne entstand eine neue soziale Bewegung, die sich gegen die Industriegesellschaft richtete, ihre Prioritäten im Umweltschutz und in alternativen Lebensformen sah. Am Bauplatz des Kernkraftwerks Wyhl nahm die Anti-Atomkraft-Bewegung in Deutschland ihren Anfang.
Gegen den Bauplan bildeten sich in Deutschland insgesamt 21 lokale Bürgerinitiativen, die mit elsässischen zusammenarbeiteten. Im September 1974 besetzten sie den Bauplatz für ein Bleichemiewerk in Marckolsheim, am 18. Februar 1975 den Bauplatz in Wyhl. Filbinger ließ den Bauplatz von einem großen Polizeiaufgebot räumen und ordnete eine weitere Räumung „mit allen Mitteln“ an, die er nach kirchlicher Intervention jedoch zurückzog, so dass der Bauplatz neun Monate lang besetzt blieb.
In seiner Regierungserklärung vom 27. Februar 1975 behauptete Filbinger: „Ohne das Kernkraftwerk Wyhl werden zum Ende des Jahrzehnts in Baden-Württemberg die ersten Lichter ausgehen.“ Ferner begründete er vorausgegangene Polizeieinsätze damit, dass das Land „unregierbar“ würde, wenn es Schule mache, „daß bei jedem größeren Projekt irgendwelche ideologischen oder anderen Interessenten sich mit mittelbarer oder unmittelbarer Gewalt widersetzten“.
Nach dem ARD-Bericht Vor Ort: Wyhl, in dem Protestierende kommentarlos zitiert wurden, verlangte er, dass sämtliche ARD-Reportagen ausgewogen sein sollten. Zudem verlangte er vom Südwestfunk erfolgreich eine „Wiedergutmachungssendung“ zum Thema, in der er selbst und andere Vertreter der Kernenergie zu Wort kamen. Filbingers Nachfolger Lothar Späth gab in seiner Amtszeit das Projekt als politisch nicht durchsetzbar auf.

### Landespolitik nach der Wiederwahl
Bei der Landtagswahl in Baden-Württemberg 1976 errang Filbinger mit dem Wahlkampfslogan „Freiheit statt Sozialismus“ mit 56,7 Prozent den bislang größten CDU-Wahlerfolg in der Bundesrepublik (Kabinett Filbinger IV). Danach wurde er mit 91,5 Prozent zum Landesvorsitzenden wiedergewählt.
Zum 25-jährigen Jubiläum der Vereinigung von Baden und Württemberg konzipierte die Landesregierung unter Federführung Filbingers die Staufer-Ausstellung als erste Landesausstellung Baden-Württembergs. Sie sollte auch die politische und wirtschaftliche Stabilität und die Errungenschaften des Landes kulturell ausdrücken. Der Erfolg des vereinten „Musterländles“ wurde Filbinger bei vielen Festakten zugeschrieben. Er war als „Landesvater“ über Regional- und Parteigrenzen hinweg beliebt und nach dem Wahlsieg im Vorjahr auf dem Höhepunkt seiner Popularität.
Der „Deutsche Herbst“ betraf Baden-Württemberg als Schauplatz von durchgeführten und misslungenen Anschlägen, des zentralen Prozesses, der Todesnacht von Stammheim sowie familiären und regionalen Bezügen vieler RAF-Vertreter. Filbinger gehörte nach der Schleyer-Entführung zum Großen Krisenstab der Bundesregierung. Wie später bekannt wurde, war in der RAF kurzzeitig eine Entführung Filbingers statt Hanns Martin Schleyers erwogen worden.
Mit Bezug auf Günter Rohrmoser und Heinrich Basilius Streithofen machte Filbinger damals wiederholt die Kritische Theorie als geistige Wegbereitung für den RAF-Terror verantwortlich. In diesem Zusammenhang stand auch das 1977 beschlossene Universitätsgesetz, das unter anderem die Verfasste Studentenschaft abschaffte.
1977 bat Filbinger den Sänger Heino, das dreistrophige Deutschlandlied aufzunehmen, um die Schallplatte an Schulen des Landes verteilen zu lassen. Hintergrund war ein Antrag von CDU-Abgeordneten im baden-württembergischen Landtag und die daraufhin erfolgte Zusage des Kultusministers Wilhelm Hahn, die deutsche Nationalhymne in der Schule stärker thematisieren zu wollen. Im Frühjahr 1978 lud Filbinger den Sänger in die Villa Reitzenstein ein, wo dieser die Schallplatte einer Gruppe von Viertklässlern überreichte. Medienberichte über den Akt führten zu viel Kritik, als bekannt wurde, dass Heino – nach seiner Darstellung auf Wunsch Filbingers – alle drei Strophen des Liedes einschließlich der umstrittenen ersten Strophe aufgenommen hatte. Die geplante Verteilung der Platte an Schulen sagte der Kultusminister daraufhin ab, nachdem das Vorhaben unter anderem von Erhard Eppler scharf angegriffen worden war. Im Landtag erklärte Filbingers damaliger Kulturstaatssekretär Gerhard Mayer-Vorfelder den Abgeordneten, die Deutschen sollten nach Ansicht der Landesregierung „wieder ein natürliches Verhältnis zu dem Wortlaut der ersten Strophe bekommen“, eine Äußerung, die anschließend im Mittelpunkt des politischen Streits stand.

## Filbinger-Affäre
Im Februar 1978 warf der Autor und Dramatiker Rolf Hochhuth Filbinger in der Zeit vor, er sei nur durch Strafvereitelung einer Strafe dafür entgangen, dass er als „Hitlers Marinerichter“ noch nach Kriegsende „einen deutschen Matrosen mit Nazi-Gesetzen verfolgt“ habe, und nannte ihn „furchtbarer Jurist“. Jener Matrose hatte Filbinger in der Zeitschrift Der Spiegel 1972 als Anhänger Hitlers dargestellt. Dagegen hatte Filbinger erfolgreich auf Unterlassung geklagt. Auf Filbingers erneute Klage zog Hochhuth die Behauptung einer Strafvereitelung zurück; die Bezeichnung Filbingers als „furchtbarer Jurist“ blieb als freie Meinungsäußerung erlaubt.
In und nach diesem Prozess wurden in Gerichtsakten der NS-Zeit vier Todesurteile entdeckt, an denen Filbinger beteiligt gewesen war. Im ersten Fall, dem des Matrosen Walter Gröger, hatte er als Ankläger ein Todesurteil beantragt und dieses dann bestätigen und vollstrecken lassen. In zwei Fällen hatte er geflohene Deserteure in Abwesenheit als Richter verurteilt. Im vierten Fall wurde auf seinen Antrag ein Todesurteil verhängt, das nicht vollstreckt, sondern in eine Lagerhaftstrafe umgewandelt wurde. Der Verurteilte starb bei deren Verbüßung. In zwei weiteren Fällen, zu denen keine Akten gefunden wurden, soll er nach Angaben der Betroffenen ihre Hinrichtung verhindert haben, indem er ihr Verfahren verzögerte.
Nach dem ersten Fund bestritt Filbinger seine Mitwirkung an weiteren Todesurteilen zunächst. Nach den weiteren Funden gab er an, diese Fälle vergessen zu haben. Er verteidigte seine Urteilsanträge und Urteile als formal rechtmäßig und weisungsgebunden. Seinen Interviewsatz „Was damals rechtens war, kann heute nicht Unrecht sein“ wollte er auf vor 1933 eingeführtes deutsches Militärstrafrecht bezogen haben; der Satz wurde jedoch als Ausdruck seines fehlenden Unrechtsbewusstseins und eines Rechtspositivismus verstanden, mit dem er auch nach über 30 Jahren Justizmorde der NS-Zeit rechtfertige. Dadurch verlor er den Rückhalt der Öffentlichkeit und seiner Partei. Daraufhin trat er am 7. August 1978 als Ministerpräsident zurück. Sein Rücktritt führte zu Diskussionen in der Bundes-CDU über den richtigen Oppositionskurs und in ein Zustimmungstief. Zu seinem Nachfolger wurde am 30. August 1978 Lothar Späth gewählt, der die folgenden Landtagswahlen gewann.
Danach bemühte sich Filbinger bis zu seinem Tod um seine öffentliche Rehabilitation. In seiner 1987 veröffentlichten Autobiografie beschrieb er sich als Vertreter einer „geschmähten“ Generation. In der dritten Auflage (Oktober 1993) versuchte er nahezulegen, das Ministerium für Staatssicherheit der DDR habe die bekannt gewordenen Akten zu seiner Beteiligung an Todesurteilen gefälscht und in die Bundesrepublik lanciert. Darum blieb sein Verhalten als Marinerichter in der historischen Debatte und regte Forschungsarbeiten an, die Handlungsspielräume von NS-Militärrichtern zum Vermeiden von Todesurteilen belegten. Die Affäre beschleunigte auch die gesetzliche Rehabilitierung der Opfer der NS-Militärjustiz.

## Spätzeit

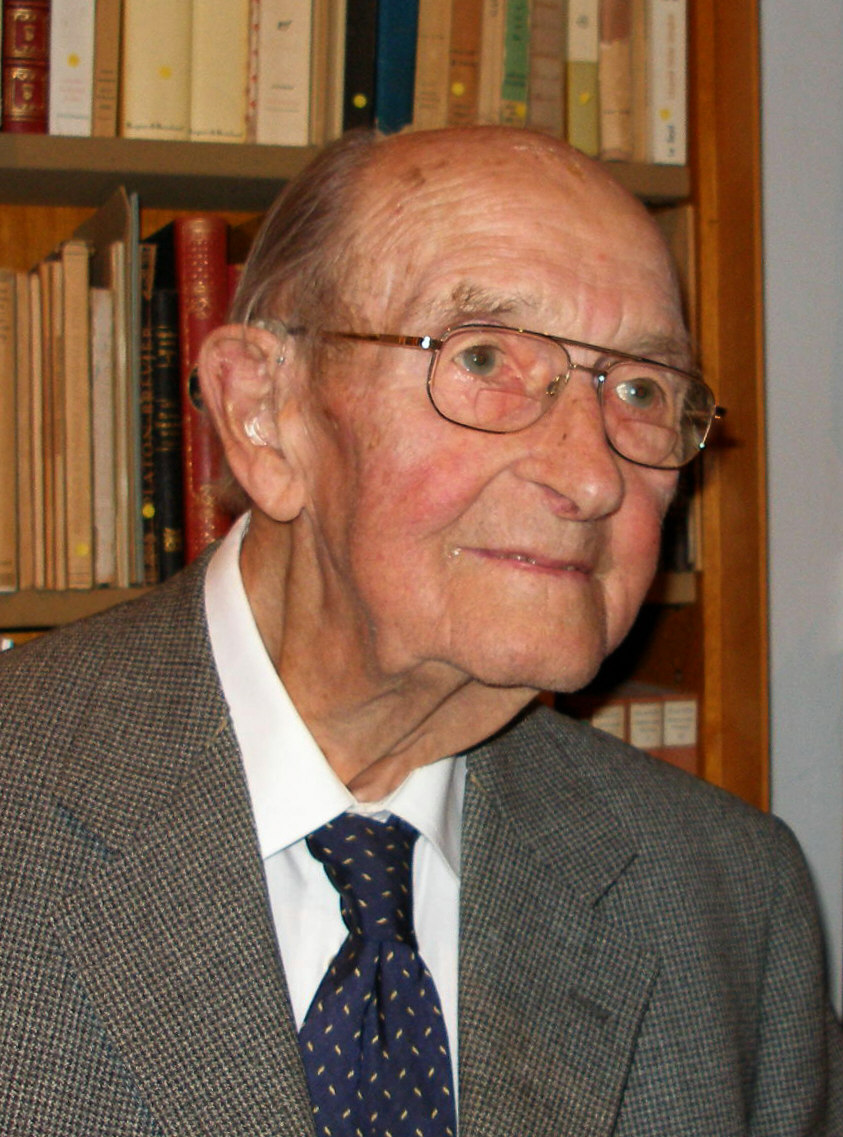
Hans Filbinger (Dezember 2006)

### Studienzentrum Weikersheim und Hans-Filbinger-Stiftung
1979 wurde auf Filbingers Initiative das Studienzentrum Weikersheim gegründet, das er bis 1997 leitete und dessen Ehrenpräsident er bis zu seinem Tod blieb. Er engagierte sich dort für eine „geistig-politische Initiative“ und die ab 1980 von Helmut Kohl im Bundestagswahlkampf 1980 angekündigte „geistig-moralische Wende“. Dies richtete sich gegen die von der Studentenbewegung der 1960er Jahre eingeleitete gesellschaftliche Demokratisierung und kulturelle Liberalisierung und sollte den Nationalkonservatismus in der CDU stärken. Unter Filbingers Vorsitz war Albrecht Jebens von 1982 bis 1997 Geschäftsführer, danach Vizepräsident Weikersheims. Er gab die geschichtsrevisionistische Zeitschrift Deutschland in Geschichte und Gegenwart heraus und war verantwortlich für Einladungen auch von Rechtsextremisten zu Vorträgen in Weikersheim. Er wurde erst nach Filbingers Tod 2007 aus dem Vorstand Weikersheims entlassen.
Zu seinem 80. Geburtstag am 15. September 1993 gründeten etwa 100 Mitglieder des Studienzentrum Weikersheim, darunter Gerhard Mayer-Vorfelder, Gerhard Löwenthal und Paul Carell, die „Hans Filbinger-Stiftung zur Förderung christlichen, vaterländischen und humanistischen Gedankengutes in Wissenschaft, Wirtschaft, Kunst und Politik“. Sie soll in allen Gesellschaftsbereichen Deutschlands christliche und patriotische Positionen fördern und dazu Geldmittel bereitstellen. Aus ihnen werden unter anderem Weikersheimer Vorträge, Tagungen und Schulungswochen finanziert.

### Weitere Auseinandersetzungen um seine Person
Am 15. September 2003, seinem 90. Geburtstag, sagte Filbinger einen Empfang in Freiburg, seinem langjährigen Wohnsitz, ab, nachdem der Freiburger Oberbürgermeister Dieter Salomon seine Zusage zur Teilnahme zurückgezogen hatte. Am Folgetag empfing er im Residenzschloss Ludwigsburg etwa 130 geladene Gäste, darunter fast das ganze CDU/FDP-Kabinett und die ihm nachfolgenden baden-württembergischen Ministerpräsidenten. Die Vertreter der SPD und von Bündnis 90/Die Grünen blieben aus Protest fern. Die Schwestern von Walter Gröger protestierten gegen die Ehrung des „Mörders unseres Bruders“. Bei einer Protestdemonstration vor dem Schloss erklärte der Militärhistoriker Wolfram Wette, Filbinger sei seit Mitte der 1970er Jahre zur „Reizfigur“ seiner politischen Gegner geworden, die in ihm eine Verkörperung des „autoritären Charakters“ und der dazugehörigen „Law-and-Order-Politik“ gesehen hätten. Er habe seit 1978 bewusst die Rolle des Fürsprechers und Wortführers der Kriegsbeteiligten übernommen, die an ihrem Verhalten in der NS-Zeit nichts auszusetzen fanden.
Am 11. Oktober 2003 hielt Filbinger in Karlsruhe eine Rede vor dem Bund der Vertriebenen zum Thema „Mit Menschenrechten Europa vollenden“. Alle Oppositionsparteien im baden-württembergischen Landtag, DGB, Jugendverbände und Universitätsgruppen riefen zu einer Gegendemonstration auf.
Am 31. März 2004 wurde Filbinger zum Wahlmann für die Bundesversammlung zur Bundespräsidentenwahl 2004 gewählt, indem der Landtag von Baden-Württemberg einstimmig für die gemeinsame Vorschlagsliste aller Fraktionen stimmte. Er war damit zum siebten Mal (nach 1959, 1969, 1974, 1979, 1994, 1999) Wahlmann. Die Bundes-SPD, Bundestagsabgeordnete der Grünen und der PDS distanzierten sich von diesem Stimmverhalten und erinnerten an Filbingers umstrittene Vergangenheit. Auch die Schriftstellervereinigung P.E.N. Deutschland und der Zentralrat der Juden in Deutschland kritisierten Filbingers Wahl. Das Forum Justizgeschichte wies darauf hin, dass diese Nominierung dem 89-jährigen Hans Lauter, der 1936 vom Volksgerichtshof wegen Widerstands gegen das NS-Regime zu zehn Jahren Zuchthaus verurteilt worden war, den Platz des Ältesten wegnahm.

### Mitgliedschaften und Ehrungen
Filbinger gehörte dem „Ritterorden vom Heiligen Grab zu Jerusalem“ an. Von November 1979 an wirkte er als Vizepräsident der deutschen Sektion und baden-württembergischer Landesvorsitzender der Paneuropa-Union und unterstützte das von Paneuropa-Mitgliedern initiierte Brüsewitz-Zentrum.
Er erhielt mehrere Stufen des Verdienstordens der Bundesrepublik Deutschland wie das Große Verdienstkreuz mit Stern und Schulterband (1967) sowie 1970 das Großkreuz, das Großkreuz des Verdienstordens der Republik Italien, aus Spanien das Großkreuz vom Orden de Isabel la Católica für Verdienste um Kunst und Wissenschaft, den Orden vom Kreuz des Südens Brasiliens für Verdienste um internationale Beziehungen und den Orden der Republik (I. Klasse) Ägyptens.
1969 wurde ihm die naturwissenschaftliche Ehrendoktorwürde der Universität Ulm, 1977 die juristische Ehrendoktorwürde der Oglethorpe University, Georgia, am 15. September 1978 der Verdienstorden des Landes Baden-Württemberg und 1983 zum 70. Geburtstag der Professorentitel ehrenhalber durch das Land Baden-Württemberg verliehen.
Vom CDU-Landesverband Baden-Württemberg wurde er 1979 zum Ehrenvorsitzenden ernannt.
Filbinger wurden von seinen Kollegen und Freunden insgesamt drei Festschriften gewidmet. Die ersten beiden unter dem Titel Hans Filbinger. Ein Mann in unserer Zeit zu seinem 70. Geburtstag und Deutschland als Kulturstaat zu seinem 80. Geburtstag wurden von Lothar Bossle herausgegeben. Die dritte erschien unter dem Titel Hans Filbinger – Aus neun Jahrzehnten zu seinem 90. Geburtstag.

## Tod und Bestattung

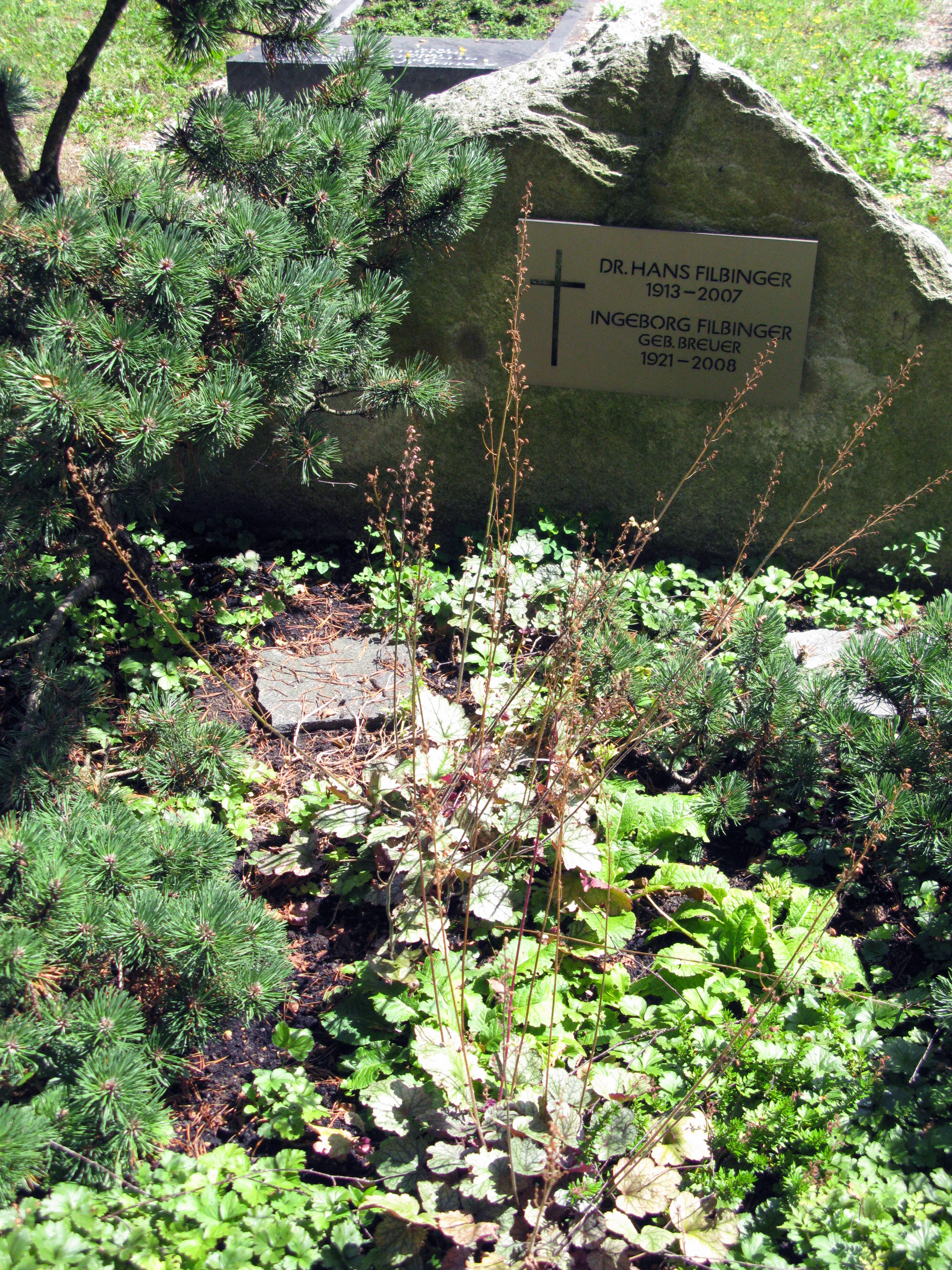
Grab von Hans und Ingeborg Filbinger in Freiburg-Günterstal

Filbinger starb am 1. April 2007 im Alter von 93 Jahren. Er wurde auf dem Friedhof an der Liebfrauenkirche in Freiburg-Günterstal bestattet. Am 11. April 2007 fand im Freiburger Münster ein Staatsakt statt. Dabei hielt der damalige Ministerpräsident von Baden-Württemberg Günther Oettinger eine von dem Redenschreiber Michael Grimminger entworfene Trauerrede, in der er sagte:
„Hans Filbinger war kein Nationalsozialist. Im Gegenteil: Er war ein Gegner des NS-Regimes. Allerdings konnte er sich den Zwängen des Regimes ebenso wenig entziehen wie Millionen andere.“ Diese und andere Aussagen der Rede stießen auf starke Kritik. Dabei wurde Filbingers Rolle in der NS-Zeit nochmals beleuchtet. Der Militärhistoriker Manfred Messerschmidt behauptete, Filbinger hätte im Fall Gröger mindestens eine vermeidbare Hinrichtung zu verantworten gehabt. Der Historiker Paul Nolte warf Oettinger Geschichtsfälschung vor.
Nachdem Bundeskanzlerin Angela Merkel am 13. April öffentlich Oettingers Eingehen auf „die kritischen Fragen“ an Filbingers Verhalten in der NS-Zeit und „eine Differenzierung im Hinblick auf die Gefühle der Opfer“ vermisst hatte, entschuldigte sich Oettinger am 15. April bei den Opfern der NS-Justiz und nahm den Satz von der „Gegnerschaft“ Filbingers am 16. April zurück.
Der emeritierte Berliner Domkapitular Wolfgang Knauft wollte am 17. April 2007 auf eigene Initiative in einer Messe der St. Hedwigs-Kathedrale an Filbingers Rolle im Fall des Pfarrers Karl Heinz Möbius erinnern, dessen Hinrichtung Filbinger verhindert haben soll. Kardinal Georg Sterzinsky untersagte dies am Vortag nach vielen Protesten auch von Katholiken.
Im Jahr 2009 fand Filbingers Tochter Susanna Filbinger-Riggert beim Auflösen des elterlichen Hausstandes seine aus etwa 60 DIN A5-Ringbüchern bestehenden Tagebücher. Sie folgerte aus der Lektüre, ihr Vater sei kein Gegner des Nationalsozialismus gewesen, sondern habe sich „für das Funktionieren des Systems Wehrmacht instrumentalisieren lassen“. Sie veröffentlichte darüber 2013 das Buch Kein weißes Blatt. Die Tagebücher befinden sich im Archiv der Konrad-Adenauer-Stiftung.

## Schriften
- Die Schranken der Mehrheitsherrschaft im Aktienrecht und Konzernrecht. Junker & Dünnhaupt, Berlin 1942 (Zugl.: Freiburg (Breisgau), Univ., Diss., 1939).
- Entscheidung zur Freiheit. Eine Auslese. Seewald, Stuttgart 1976, ISBN 3-512-00437-7.
- mit Eugen Biser und Lothar Bossle: Die Medien – das letzte Tabu der offenen Gesellschaft. Die Wirkung der Medien auf Politik und Kultur. v. Hase & Koehler, Mainz 1986, ISBN 3-7758-1135-4.
- Die geschmähte Generation. Politische Erinnerungen. Die Wahrheit aus den Stasi-Akten. 3. Auflage, Bechtle, Esslingen u. a. 1994, ISBN 3-7628-0523-7 (Autobiografie)